# ステーショナリー
ステーショナリーコレクションとは、特定の地域で発行されたポスタル・ステーショナリー（原則として郵便事業者によって発行された官製郵便はがき、郵便書簡、官製封筒など）に限定して、整理・展開した切手コレクションのことである。
現金書留封筒のように、料額印面のないものも対象となる。
ステーショナリーのコレクション構成の基本は、プルーフや未使用などによる製造面と使用面といった2つの要素で主題を展開することである。